# Leionema elatius
Leionema elatius es una especie de arbusto perteneciente a la familia de las rutáceas. Es un endemismo del sudeste de Australia.

## Descripción
Es un arbusto que alcanza un tamaño de 2-5 m de alto; los tallos glabros o  peludos. Las hojas estrechas-espatuladas a obovadas, oblanceoladas u oblongas, de 1.5-3.5 cm de largo, 3.10 mm de ancho, planas, minuciosamente crenadas hacia el ápice, la superficie superior lisa y brillante, el nervio medio prominente a continuación. Las inflorescencias son terminales, cimosas, apenas superior a las hojas, con pedúnculos y pedicelos delgados. Cáliz con lóbulos carnosos,  triangulares. Los pétalos de 3-4,5 mm de largo, de color amarillo pálido a blanco, glandulares.

## Distribución
Crece en los estados de Nueva Gales del Sur y Queensland.

## Taxonomía
Leionema elatius fue descrita por (F.Muell.) Paul G.Wilson y publicado en Nuytsia  12(2): 273, en el año 1998.
Subespecies
- Leionema elatius subsp. beckleri (F. Muell.) Paul G. Wilson

Tiene las hojas ± obovadas a oblanceoladas, de 2-3.5 cm de largo, 6.10 mm de ancho; carpelos con la región apical estéril alrededor de un tercio de la longitud total; cocos hacia el exterior de pico corto. Arbusto de 5 m de altura. Hojas con el ápice redondeado y retuso. El botón floral elipsoide, de 4 mm de largo. Ovario ±  hemisférico, 1,5 mm de largo, ± arrugada hacia el ápice. 
Sinonimia
- Eriostemon beckleri F.Muell.
- Phebalium elatius subsp. beckleri (F. Muell.) Paul G. Wilson
- Eriostemon elatior F.Muell.
- Phebalium elatius (F. Muell.) Benth.[4]